# アミア・カルヴァ
アミア・カルヴァ Amia calva は、北アメリカ大陸東部に分布する淡水魚の一種。全長50センチメートル程度で、円筒形の体、骨質板に覆われた頭部を持つ。長い背鰭を持つが、臀鰭が短いことで、他の類似した外見の魚類と区別できる。
植生が豊富で流れの緩やかな河川・湖沼に生息する。底生の貪欲な魚食性種で、夜間に獲物を静かに追跡して捕食する。鰾を用いた空気呼吸が可能であり、酸素濃度の低い水域にも生息できる。繁殖時に雄は巣を作り、卵や稚魚を保護する。
肉は適切に調理すれば食用にできる。卵をキャビアの代用品として用いることもある。IUCNは保全状況を軽度懸念としている。

## 形態

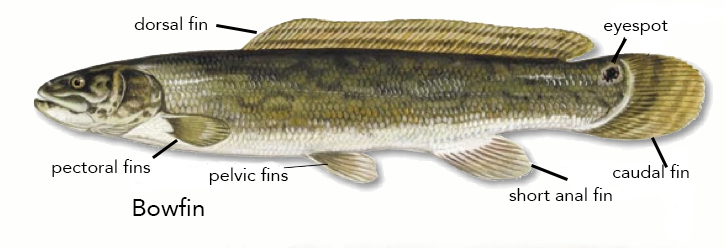
鰭と眼状紋の配置。合衆国魚類野生生物局による。

平均で全長50センチメートル程度。雌は65-70センチメートル、雄は50-65センチメートルになる。最大で109センチメートル、9.75キログラムの記録がある。幼体は1年目の10月には13-23センチメートル程度に成長する。雌は雄より大きくなる傾向がある。
背鰭は全長の1/3の点から起始し、42-53軟条。腹鰭は全長の中間あたりから起始する。臀鰭は背鰭基底の中間あたりから起始し、9-12軟条。体は長い円筒形で、体側と背面はオリーブ色から褐色。垂直の縞や暗い網目模様などの保護色パターンを持つことが多い。背鰭には垂直の縞があり、尾鰭にも不規則な垂直縞がある。腹面は白から乳白色で、対鰭と臀鰭は明るい緑。孵化直後の7-10ミリメートルの稚魚は黒く、オタマジャクシのような外見であるが、25ミリメートルほどに成長すると小さな板皮類のような外見となる。幼体と雄は尾柄に、橙黄色で縁取られた黒い眼状紋を持つ。雌にも眼状紋がある場合があるが、縁取りはなく、年齢とともに薄れる。眼状紋は捕食者を混乱させ、その攻撃を尾鰭へと逸らす効果があると考えられる。

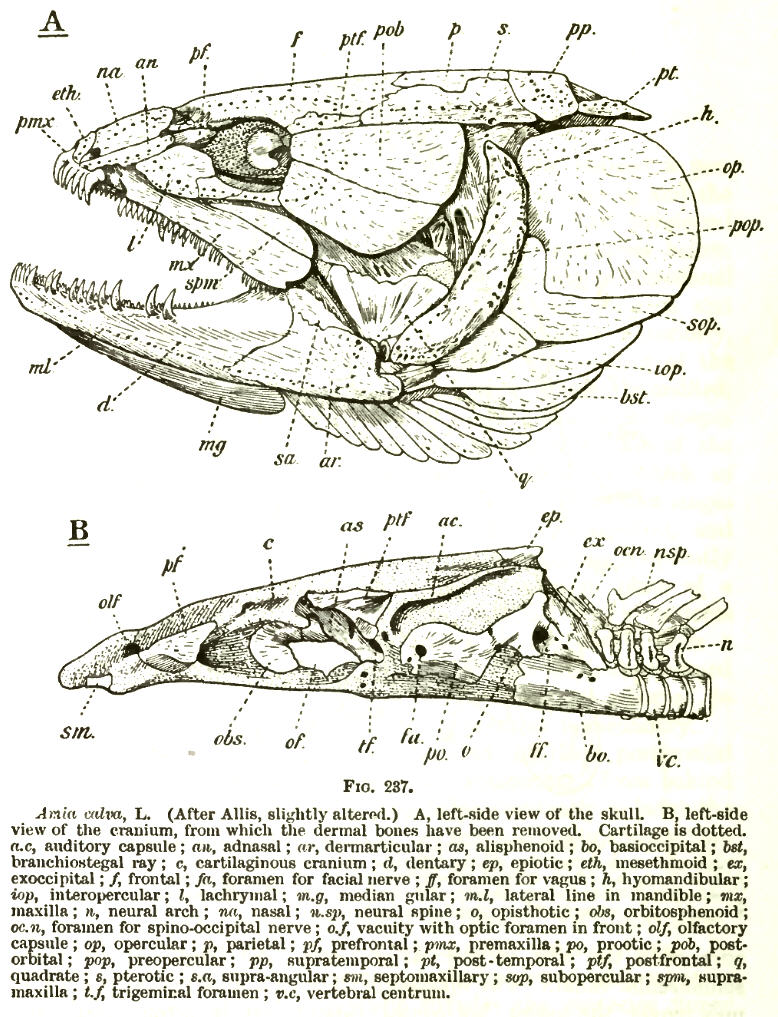
頭骨。頭部は骨質板に保護される。

祖先的な魚類の持つ特徴を保持しており、"生きている化石"や"原始的な魚類"として言及される。これに類する特徴として、尾鰭が異形尾であること、血管が発達して肺の機能を持つ鰾、腸に残る螺旋弁の痕跡、骨質の咽喉板などがある。咽喉板は頭部の下、1対の下顎骨の間に位置する。他の特徴として、長く鋭い歯、管状に突き出した1対の鼻孔がある。鱗はガノイン鱗の一種であるが、現生種は化石種に比べガノイン層が退化しており、より派生的な真骨類に似た円鱗状となっている。形状も放射状の先端部のみ円形の特殊なものである。菱形ガノイン鱗と異なり、障害物に接触した際など単体で脱落する場合がある。

### 類似した種
細長い円筒形の体、長い背鰭、魚食性という共通点から、カムルチーと間違えられることがある。だが、この種はユーラシア原産で、北米では外来種とされている。カムルチーは本種と比べ、尾柄に眼状紋がないこと、臀鰭が長いこと、頭部がより尖ること、上顎が下顎より短いことなどの相違点がある。
北米とユーラシアの河川・湖沼に生息するカワメンタイも、よく混同される種の一つである。カワメンタイは本種と比べ、頭部が平たいこと、細い髭を持つこと、臀鰭が長いこと、腹鰭が胸鰭の下にあることなどの相違点がある。

## 生理
ポリプテルス・ガー目・ハイギョなどの開鰾類と同様、水を鰓に通すことによる通常の呼吸の他に、水面から空気を呑み込み、小さな呼吸管を通じて鰾に取り入れることによる空気呼吸が可能である。活動レベルが低い時でも、酸素の半分以上を空気呼吸によって取り込んでいる。鰾の換気には、2つの異なるタイプがある。タイプIは水上や貧酸素水塊中で誘発されるもので、吸気と呼気の動作からなり、ガス交換によって血中の酸素濃度を維持する役割がある。タイプIIは吸気のみの動作で、鰾の容積を増加させて浮力を確保する役割がある。本種は空気呼吸によって貧酸素環境でも代謝を維持することで、生存能力を向上させている。周囲が暗くなると活動が活発になり、空気呼吸の頻度も増加する。
血液は、暖かく酸性の水域に適応したもので、水温が10℃を下回ると動きが鈍くなる。この温度では空気呼吸をほとんど行わないが、水温の上昇とともにその頻度は増加する。また、高温時にも、二酸化炭素の排出は鰓から行っている。適した水温は12-26℃の範囲で、18℃の時に最も活動レベルが高い。
1950年に爬虫類学者のWilfred T. Neillは、川から0.4キロメートルの地点の地下10センチメートルから、直径20センチメートル程度の繭を作って夏眠する本種を発見したと報告している。また同時に、過去の洪水がこの場所に到達していたことにも言及している。本種のような河川性の魚類が洪水によって水没した澱みに進入し、水が引いた時に取り残されることは珍しいことではない。このような夏眠の報告は逸話的に複数回記録されているが、実験室では水上で3-5日以上生存させることはできていない。だが、野外での実験は未だ行われておらず、空気呼吸が可能であること、鰓糸や鰓弁が硬い構造で、空気に曝されてもガス交換が可能であることから、夏眠が可能であるという見方も存在する。

## 分類
属名Amia はギリシャ語で魚の一種を意味する。種小名calva は同じくギリシャ語で"滑らかな"を意味し、頭部に鱗がないことに因んだものである。英名 "bowfin" は長くうねった背鰭に由来する。"dogfish"、"mudfish"、"grindle"、"lawyer"とも呼ばれる。

### 生きた化石として
中生代に繁栄したアミア目の唯一の生き残りであり、ガー目に似た"原始的"な特徴を備えることから"古代魚"や"生きている化石"とされる。アミア目の化石記録には淡水種と海産種が含まれ、北米・南米・ユーラシア・アフリカの広範囲から産出するが、本種の分布域は北米の淡水域に限られている。
本種はアミア目のわずかな現生種2種のうちの1種（2022年にアミア・カルヴァとされていた一部の個体群がA. ocellicaudaという別種であることが判明した）であることから、分子系統解析によってアミア目と他の魚類との系統関係を推定する上で不可欠な存在である。アミア目は他のいくつかの絶滅目とともに Halecomorphi と呼ばれるグループを構成する。このグループの新鰭亜綱内での位置づけについてはいくつかの競合する仮説があり、真骨類の姉妹群とされることもあるが、少なくとも2個の核遺伝子と、ゲノムの超保存領域の解析からは、ガー目とともに全骨類 Holostei という単系統群を構成するという結果が得られている。

### ゲノム
ポリプテルスや他の脊椎動物と同様に、ゲノムには完全なParaHox遺伝子クラスターが含まれる。これは、おそらく全ゲノム重複によってParaHoxクラスターが断片化している真骨類とは対照的である。このことから、本種を含むアミア類は、全ての真骨類の最も近い共通祖先が出現する前に、他の魚類から分岐したと考えられる。このため、本種はゼブラフィッシュなどの真骨類よりも、脊椎動物のゲノム研究におけるモデル生物として適している可能性がある。

## 分布

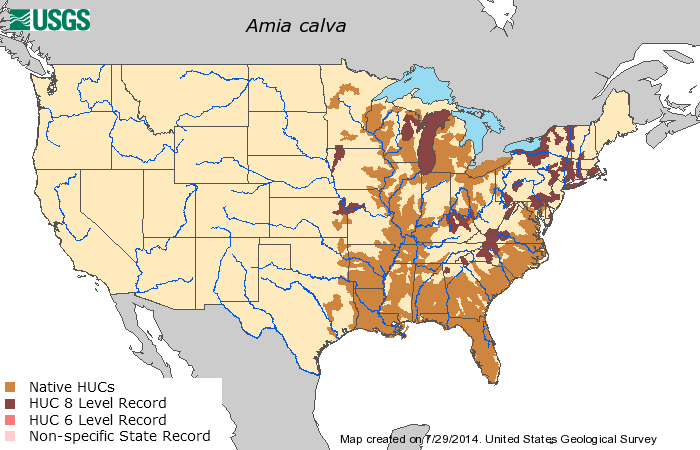
米国内の確認された分布域。カナダ南東部にも分布する。

分布域はアメリカ合衆国東部の大部分とそれに付随したカナダの水域で、五大湖・シャンプレーン湖・東はカンザス州までのミシシッピ川流域を含む。北はケベック州からミネソタ州北部、南はメキシコ湾まで見られる。大西洋・メキシコ湾岸に注ぐ河川では、東はペンシルバニア州のサスケハナ川から、西はテキサス州のコロラド川流域まで分布する。

### 移植
1800年代から1980年代にかけて、米国内では様々な淡水魚が様々な場所に移植された。当時は外来種が生態系に与える影響がよく理解されておらず、ゲームフィッシュ以外の魚は無視される傾向にあった。本種はコネチカット州・イリノイ州・アイオワ州・カンザス州・ケンタッキー州・メリーランド州・マサチューセッツ州・ミズーリ州・ニュージャージー州・ニューヨーク州・ノースカロライナ州・ペンシルバニア州・バージニア州・ウェストバージニア州・ウィスコンシン州の様々な河川・湖沼に導入されたと考えられている。これらの多くは資源管理を目的とした意図的な移植によるものであるが、これらを洪水などの非意図的な移植と区別する方法はない。本種は魚食性が強く、貪欲な捕食者として導入先の在来種の脅威となる可能性がある。

## 生態
植生の豊富な沼・低地の河川・湖を好む。稀に汽水域でも見られる。体色が保護色となり、植生の間に潜む個体を見つけることは難しい。根や流木の下に隠れることを好む。空気呼吸が可能であるため酸素濃度の低い環境にも耐えられる。

### 摂餌
追跡・待ち伏せ型の捕食者で、夜間に浅瀬に移動して狩りを行う。魚やカエルのほか、ザリガニ等の甲殻類・軟体動物・水生昆虫のような無脊椎動物など、非常に多様な獲物を捕食することが知られる。成体は魚食性が強いが、若い個体は小型甲殻類が主な獲物である。背鰭を前後に波打たせることで、ほとんど水を波立たせずに前後に自由に移動し、獲物を追跡することができる。攻撃は直線的で素早く、約0.075秒で完了する。獲物は水とともに吸い込むことで捕える。

### 疾病

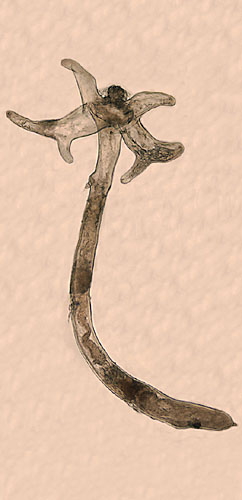
イカリムシ 。

寄生虫として、イカリムシ属 (Lernaea) が一般的に見られる。これは橈脚類のキクロプス目に属する小さな甲殻類で、鰭の基部や皮膚に付着することで、成長速度の低下や死を招く。イシガイ科のオオウネカワボタンガイは水流を通じて本種の鰓に卵を送り込み、孵化したグロキディウム幼生は鰓の中で成長する。
肝癌や、致死的な白血病も報告されている。

### 生活史
春から夏、典型的には4-6月の夜間に、植生の豊富な澄んだ浅い水域において、藻類の繁茂する砂地や、切り株・倒木・茂みの下などで繁殖する。繁殖には16-19℃の水温が適する。雄は、植物質から茎や葉を取り除き、繊維状の根のみで円形の巣を作る。周囲の植生の密度に応じ、片側にはトンネル状の入り口があることもある。巣の直径は39-91センチメートル程度で、水深61-92センチメートルの場所に作られる。
繁殖期には、雄は婚姻色を示し、下側の鰭が明るい黄緑色となる。繁殖行動は雌が巣に近づくことで始まり、雄は雌を追い回し、雌が受け入れるまで断続的な吻への噛み付きや接触を続ける。成立したペアは巣の中で横に並び、雌が産卵している間に、雄は鰭を震わせながら精子を放出して受精させる。一連の繁殖行動は1-3時間続き、最大で5回程度繰り返される。1つの巣に2匹以上の雌が産卵することも多く、雌も2つ以上の巣に産卵することがよくある。
雌は繁殖後に巣を去り、雄は孵化までの8-10日間卵を守り続ける。1つの巣には2,000-5,000個、またはそれ以上の卵が含まれる。繁殖力は個体の大きさとともに増大し、大型の雌では55000個以上の卵を持つことも珍しくない。卵は粘着性で、水中の植物や根、砂礫などに付着する。孵化直後の稚魚は遊泳して餌を探すことができず、卵黄を使いきるまでの7-9日間は吻端の付着器官で水中の植生に付着し、雄親に守られる。雄は、卵の孵化後にも1ヶ月程度は、積極的に稚魚を保護する。成長は早く、孵化後4-6週で遊泳・摂餌が可能になると、稚魚は群れを作って巣から離れる。雄親はその周りをゆっくりと泳ぎ、群れが散らばることを防ぐ。
性成熟には2-3年かかる。野生下では10-12年、飼育下では30年程度生きる。雌は雄より長命である。

## 利用

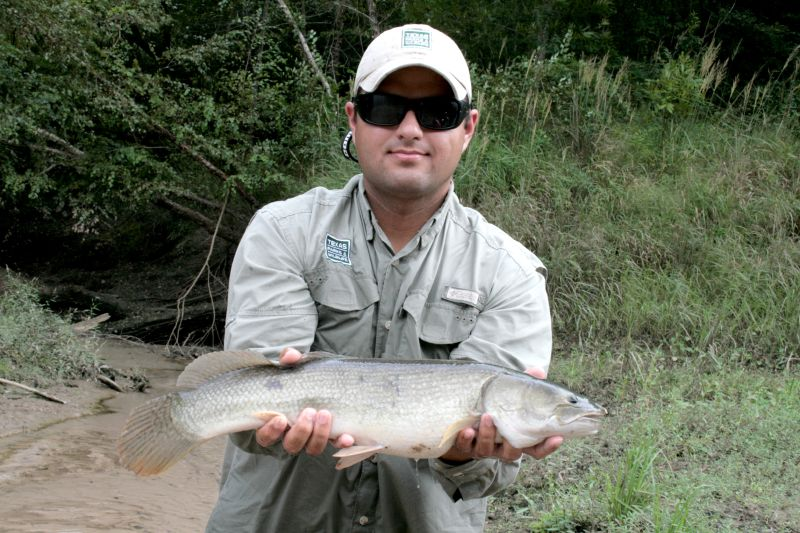
捕獲された個体

多くの釣り人は、本種をゲームフィッシュとして望ましいとは考えていない。釣り上げる際の引きは強く、歯が鋭いため注意して扱う必要がある。現在の最重記録は9.8kg。一時は、本種の魚食性は他のゲームフィッシュにとって有害だと考えていた生物学者や釣り人もおり、結果として本種の個体数を減少させる働きかけに繋がった。その後、生態系全体のバランスについての理解が深まるにつれ、これらの働きかけは本種の個体数を維持する方向へと変化している。 
小型個体の飼育は容易である。日本国内でも観賞魚として流通する。
味は「柔らかく無味で、食感も悪い」とされ、一時は商業価値は低いとされていた。だが、適切に処理して燻製・揚げ物・ブラッケンドフィッシュ・クールブイヨン・つみれ・フィッシュケーキなどに加工すると美味しく食することができる。長年に渡りキャビアの国際取引に関する規制が次第に強化されていることから、米国ではキャビア代替品の市場が出現している。その中にはヘラチョウザメ、他のチョウザメ類などに加え、本種の卵も含まれている。ルイジアナ州では肉と卵を目的として、野生個体の捕獲のほか養殖も行われている。卵はキャビアに加工され、"Cajun caviar"や"Choupiquet Royale"の名で販売される。

### 汚染
米国内の一部の地域では水生環境中の水銀・ヒ素・クロム・銅のような毒性物質の濃度が上昇しており、これらの地域での魚類の消費については警告がなされている。本種は頂点捕食者であるため、小型で寿命の短い魚と比べて高いレベルの水銀を生物濃縮する傾向にあり、それらの魚より食用としては安全でない。